# ГЭС Англефор
ГЭС Англефор (фр. Centrale d'Anglefort) — гидроэлектростанция на юго-востоке Франции. Входит в состав каскада на реке Рона, находясь между ГЭС Сейсель (выше по течению) и ГЭС Бран-Вириньен. Находится на Шотаньском шлюзе.
При сооружении станции, которое пришлось на 1979—1980 годы, левую протоку Роны перекрыли бетонной плотиной длиной 106 метров, состоящей из пяти водопропускных шлюзов. Плотина создает подпор в течение 5,6 км к расположенной выше ГЭС Сейсель, а также направляет основную часть воды к правому канала, на котором построен машинный зал (с левой стороны от плотины также имеется резервный канал для пропускания воды) . Длина подводной части канала составляет 5,3 км,
после чего к слиянию с левым протоком идет отводная часть протяженностью 3,3 км.
Машинный зал, расположенный в муниципалитете Англефор, оборудован двумя ковшовыми турбинами общей мощностью 90 МВт, которые при напоре в 17 метров обеспечивают производство 450 млн кВт-ч электроэнергии в год.
Управления станцией осуществляется с диспетчерского центра, расположенного на ГЭС Женисья.